# Бојан Павловић
Бојан Павловић (Лозница, 8. новембар 1986) српски је фудбалски голман.

## Каријера
Павловић је био под уговором са Црвеном звездом, али је већину тог уговора провео играјући на позајмицама. На почетку сезоне 2009/10, тадашњи тренер Црвене звезде Владимир Петровић Пижон је дао шансу Павловићу да буде први голман. Павловић је бранио на утакмици првог кола шампионата 2009/10. против Јагодине, као и на првих пет утакмица у квалификацијама за Лигу Европе – против Рудара из Велења, Динама из Тбилисија и Славије из Прага. Након тога је место првог голмана преузео Саша Стаменковић, а Павловић до краја свог боравка у Звезди није више забележио ниједан наступ.
Почетком 2011. отишао је у Азербејџан где је потписао за Карабаг. Након тога је играо у Израелу за Хапоел Ашкелон, да би се у јуну 2013. вратио у српски фудбал и потписао за ОФК Београд. Након полусезоне у ОФК Београду, и 14 наступа у Суперлиги, Павловић у фебруару 2014. потписао за грузијски Зестафони. У овој екипи је био до јануара 2015. након чега је био без клуба све до октобра исте године када је потписао уговор са Сарајевом.
Павловић је брзо постао стандардан на голу Сарајева, забележио је укупно 86 утакмица у Премијер лиги БиХ, Купу и у квалификацијама за Лигу Европе. Уписао се и у историју клуба након што је у мају 2017. на утакмици против Жељезничара по осамнаести пут у сезони завршио меч без примљеног гола, чиме је поставио рекорд. Почетком августа 2018, на утакмици квалификација за Лигу Европе против Аталанте на Кошеву (0:8), Павловић је непримерено гестикулирао навијачима свог клуба након чега више није био у комбинацији за први тим. Остао је у Сарајеву до јануара 2019. када је прослеђен на позајмицу до краја сезоне у Челик из Зенице. Павловићу је истекао уговор са Сарајевом по завршетку сезоне 2018/19, па је потписао трогодишњи уговор са Челиком у ком је претходно био на позајмици. У јулу 2020. потписао је за бањалучки Борац. Четири године је провео у Борцу након чега је прешао у Слогу из Добоја.

## Трофеји

### Македонија ЂП
- Првенство Македоније (1) : 2008/09.

### Борац Бања Лука
- Првенство Босне и Херцеговине (2): 2020/21, 2023/24.